# Be-Bop Deluxe
Be-Bop Deluxe war eine britische Progressive-Rock-Gruppe der 1970er Jahre. Der Stil der Band reichte vom Glam Rock über Pop bis hin zum Heavy Metal.

## Geschichte
Be-Bop Deluxe wurde 1972 vom Gitarristen Bill Nelson in Wakefield, West Yorkshire, gegründet. Die weiteren Gründungsmitglieder waren Gitarrist Ian Parkin, Bassist und Sänger Robert Bryan und Schlagzeuger Nicholas Chatterton-Dew. 1974 erschien ihr Album Axe Victim, dessen Stil mit David Bowies Glam Rock verglichen wurde. Wenig später löste Nelson die Gruppe auf, um sie mit anderen Musikern neu aufzubauen.
Die neue Besetzung bestand neben Nelson aus Paul Jeffreys (Bass), Milton Reame-James (Keyboard) und Simon Fox (Schlagzeug). Jeffreys und Reame-James verließen die Band jedoch bald wieder, und es kam der Bassist Charlie Tumahai. Diese Formation nahm das Album Futurama auf. Zur anschließenden Tour kam der Keyboarder Andy Clark dazu, mit dem die Gruppe auch die weiteren Alben aufnahm, die alle in den britischen Charts erfolgreich waren. Die höchste Position erreichte 1977 das Live-Album Live! In The Air Age – es stieg bis auf Platz 10. Im Jahr zuvor hatte die Band mit Ships in the Night auf Platz 23 eine überraschende Hit-Single. 1978 löste sich die Band endgültig auf.

## Diskografie

### Studioalben
- 1974: Axe Victim (Harvest)
- 1975: Futurama (Harvest)
- 1976: Sunburst Finish (Harvest)
- 1976: Modern Music (Harvest)
- 1978: Drastic Plastic (Harvest)

### Livealben
- 1977: Live! In The Air Age (Harvest) – Platz 10 der britischen Album-Charts
- 1994: Radioland – BBC Radio One Live In Concert (Windsong)
- 1998: Tramcar to Tomorrow (Hux)
- 2002: Tremulous Antenna (Hux) – Remaster von Radioland

### Kompilationen
- 1978: The Best Of and the Rest Of (Harvest) – Doppel-LP; auf der zweiten Platte zuvor auf LP nicht veröffentlichtes Material: Outtakes von Drastic Plastic sowie A- and B-Seiten der Singles
- 1981: Singles A‘s & B#s (Harvest Heritage)
- 1986: Bop To the Red Noise (Dojo) – Mix von Aufnahmen von Be-Bop Deluxe und Red Noise
- 1990: Raiding the Divine Archive (Harvest)
- 1997: Air Age Anthology (EMI) – Doppel-CD
- 1998: Very Best Of (EMI-Capitol Special Markets)
- 2004: Postcards From the Future (Caroline)
- 2011: Futurist Manifesto (Harvest)
- 2011: The Practice Of Everyday Life (Esoteric Recordings) – Retrospektive der 40-jährigen Karriere von Bill Nelson: acht CDs mit Musik von Be-Bop Deluxe, Red Noise und Solomaterial

### Singles
- 1973: Teenage Archangel / Jets at Dawn (Smile)
- 1974: Jet Silver and the Dolls Of Venus / Third Floor Heaven (Harvest)
- 1975: Between the Worlds / Lights (Harvest) (einen Tag nach der Veröffentlichung zurückgerufen)
- 1975: Maid in Heaven / Lights (Harvest)
- 1976: Ships in the Night / Crying to the Sky (Harvest)
- 1976: Kiss of Light / Shine (Harvest)
- 1976: Hot Valves EP (Harvest)
- 1977: Japan / Futurist Manifesto (Harvest)
- 1978: Panic in the World / Blue as a Jewel (Harvest)
- 1978: Electrical Language / Surreal Estate (Harvest)